# Solid (网络去中心化项目)
Solid（缩写自Social Linked Data，意为社交互联数据）是由万维网发明者蒂姆·伯纳斯-李（Tim Berners-Lee）领导的网络去中心化项目，由麻省理工学院（MIT）运行。该项目为需要链接数据的应用程序开发了一个分布式网络平台，这个平台完全由用户控制，而不是由其他组织或个人控制。它“旨在从根本上改变网络应用程序的工作方式，从而实现让每个人拥有真正的数据所有权，并且改善隐私状况”。

## 历史
在伯纳斯-李于1989年发明万维网二十年之后，他在为万维网联盟撰写的草稿中概述了万维网的设计问题，并提出了Solid项目。伯纳斯-李越来越沮丧地看到他发明的万维网被滥用，例如：俄罗斯黑客涉嫌干扰2016年美国大选， 2018年Facebook用户数据泄露风波，Facebook在2012年秘密对近70万用户进行心理实验，谷歌和亚马逊为可以识别人类声音情绪变化的设备申请专利。
伯纳斯-李想要改变目前互联网的运行现状，Solid项目是改变它的第一步，以让个人用户完全控制自己的数据。伯纳斯-李欢迎任何人加入和贡献Solid项目。 
2015年，該項目收到万事达为支持Solid的开发而捐贈的一百萬美元。伯纳斯-李的Solid项目研究团队与卡塔尔计算研究所和牛津大学合作。2018年，伯纳斯-李创立了商业合资企业Inrupt以支持Solid的发展。

## 设计
要实现分布式网络，需要克服许多技术挑战。应用程序和数据必须分开，允许人们将个人数据存储在他们想要的地方。身份验证程序必须正确识别数据所有者，同时确保隐私。与传统的分散的P2P网络（如BitTorrent）相比，Solid应该增加更多控制权和功能，而不是使用传统的集中式网络 。最后，系统必须易于使用，速度快，允许开发人员快捷地开发应用程序。
Solid的核心是在保护隐私的前提下共享信息。用户将个人数据存储在任何自己想要的“pods”（ 个人在线数据储存器 ）。在用户授予应用程序权限后，Solid认证的应用程序可以请求数据。用户可以在几个pod之间分发个人信息，例如，不同的pod可能包含个人简介、联系方式、财务信息、健康状况、旅行计划或其他信息。用户在注册经认证的社交账户时，可以通过授予其访问特定pod中的信息的权限来，以完成账户注册。用户保留对用户pod中数据的完全所有权和控制权：用户可以控制每个pod包含什么数据、每个pod的存储位置以及哪些应用程序有权使用这些数据。
Solid由以下几部分组成： 
- 一个特定格式的数据库：它包含有个人数据，例如身份证明、权限认证、登录信息、权限列表、联系人、消息、订阅、评论等（与集中式社交媒体服务功能相同）。
- 一个描述REST API的规范文档，以指导开发人员构建服务器或应用程序。
- 一个用来实现Solid规范的服务器。
- 一个用于测试和验证Solid实现的测试套件。
- 一个由在Solid平台上运行的社交应用、身份提供程序和帮助库组成的生态系统。
- 一个可以互相交流、发布文档和教程的社区。